# Archipel Kent
L’archipel Kent se trouve dans le détroit de Bass, en Australie, au nord-ouest de l’archipel Furneaux. L'ensemble des îles forme le parc national de l'archipel Kent (anglais : Kent Group National Park).

## Toponymie
L'archipel doit son nom à Matthew Flinders, qui lui a donné le nom de son ami, le commandant William Kent, commandant du Supply quand Flinders passa là le 7 février 1798 sur le Francis pour secourir le Sydney Cove.

## Géographie
La plus grande île de l'archipel est Deal Island, les autres, par ordre décroissant de taille, sont Erith Island, Dover Island, North East Isle, South West Isle et Judgement Rocks.